# Rhacophorus belalongensis
Rhacophorus belalongensis är en groddjursart som beskrevs av J. Maximilian Dehling och Grafe 2008. Rhacophorus belalongensis ingår i släktet Rhacophorus och familjen trädgrodor. Inga underarter finns listade i Catalogue of Life.